# Anthela allocota
Anthela allocota là một loài bướm đêm thuộc họ Anthelidae. Loài này có ở Úc.